# Герб Моспиного
Герб Моспиного — символ міста Моспине Донецької області, автор — Едуард Савченко. Не затверджений офіційно.
На гербі символічне зображення залізниці у вигляді тонких срібних схрещених смуг. Моспине дійсно має розгалужену багатоколійну систему залізничних шляхів. Терикон утворюється в нижній частині герба. Вугілля тут почали видобувати у 1902 році й місто буквально оточене териконами. Чорний колір також часто символізує зв'язок із пращурами, тож і срібний козацький хрест там доволі доречний, бо символізує козацьке походження міста. Хутір Махорівка був заснований на землях Війська Донського козачим генералом Степаном Кутейниковим.
Золота шестірня стала буквально центральним елементом герба. Символізує собою Моспинський ремонтно-механічний завод (РМЗ) створений у 1946 році.
Літак — це АН-2. Такі літаки утримуються на невеликому ґрунтовому аеродромі для легких спортивних та навчальних поршневих літаків та вертольотів, що розташований неподалік Моспиного, але носить назву міста. У 2013 аеродром повноцінно працював.
Пурпуровий колір взятий з першого варіанта герба міста 2008 року.